# Mapillary
Mapillary — сервіс для обміну гео-прив’язаних фотографій, розроблений компанією Mapillary AB, що розташована у Мальме, Швеція. Розробники мають за мету відобразити весь світ через фотографії. 
Розробники вважають, що для покриття усіх цікавих місць у світі потрібна незалежна краудсорсинг-платформа, і протиставляють себе сервісу Google Street View. Комерційні сервіси вуличних панорам мають спеціально обладнані автомобілі із камерами і фотографують міста та важливі дороги, проте вони не спроможні покрити світ із бажаною деталізацією. Місцева обізнаність майже непереможна, і люди знають, що дійсно варто знімати. Вони зацікавлені в покритті будь-яких зовнішніх місць і, таким чином, збирають дані для системи, яка показує весь світ із високою деталізацією.
Основна обробка зображень відбувається на сервері з використанням технологій обробки великих даних та комп’ютерного зору, що спрощує збір даних користувачами. 

## Історія
Проєкт було запущено у вересні 2013 року із додатком для iPhone. Пізніше в січні 2014 року вийшов додаток для Android.
У січні 2015 року Mapillary отримали стартовий капітал $1,5 млн від групи інвесторів, яку очолював Sequoia Capital.

## Можливості
Mapillary дає можливість робити знімки різними способами: під час пішої прогулянки, з автомобіля, велосипеда, дрона. За допомогою смартфона, екшн-камери, фото-, відеокамери, відеореєстратора. З 10 вересня 2014 року Mapillary підтримує панорами.
Станом на травень 2014 року в Mapillary було завантажено приблизно 0,5 мільйона фотографій, а вже у грудні 2014 року було більше ніж 5,5 мільйона.
На березень 2015 року завантажено 10 мільйонів фотографій. Станом на лютий 2016 року — 50 мільйонів фотографій. Станом на липень 2018 року — 313 мільйонів фотографій. 
Кількість зображень на Mapillary, мільйонів

## Ліцензування
Фотографії з Mapillary можна використовувати відповідно до Creative Commons Attribution-ShareAlike 4.0.
Mapillary дозволяє використовувати дані з фотографій для внесення їх на OpenStreetMap. Треки GPX дозволено використовувати без обмежень.
29 квітня 2014 року ліцензія була змінена з CC-BY-NC на CC-BY-SA.
Mapillary має намір отримувати доходи за рахунок ліцензування даних, які створюють користувачі, для компаній.